# 9. prosinec
9. prosinec je 343. den roku podle gregoriánského kalendáře (344. v přestupném roce). Do konce roku zbývá 22 dní.

## Události

### Česko
- 1437 – Po spěšném odchodu z Čech zemřel ve Znojmě během cesty do Uher král Zikmund. Jeho smrtí vymřel lucemburský rod, který v českém království panoval 127 let.
- 1828 – Arcibiskup olomoucký arcivévoda Rudolf Jan, bratr císaře Františka I., založil ve Vítkovicích první železárny v českých zemích.
- 1920 – Policie a četnictvo obsadily Lidový dům, sídlo ústředních orgánů sociálně demokratické strany, který obsadila marxistická levice.
- 1982 – Předsednictvo Federální vlády ČSSR přijalo Usnesení č. 228/82, kterým přikázalo AZNP Mladá Boleslav do 1. 7. 1985 vyvinout a připravit do výroby nový osobní automobil, pozdější Škodu 781 Favorit.

### Svět

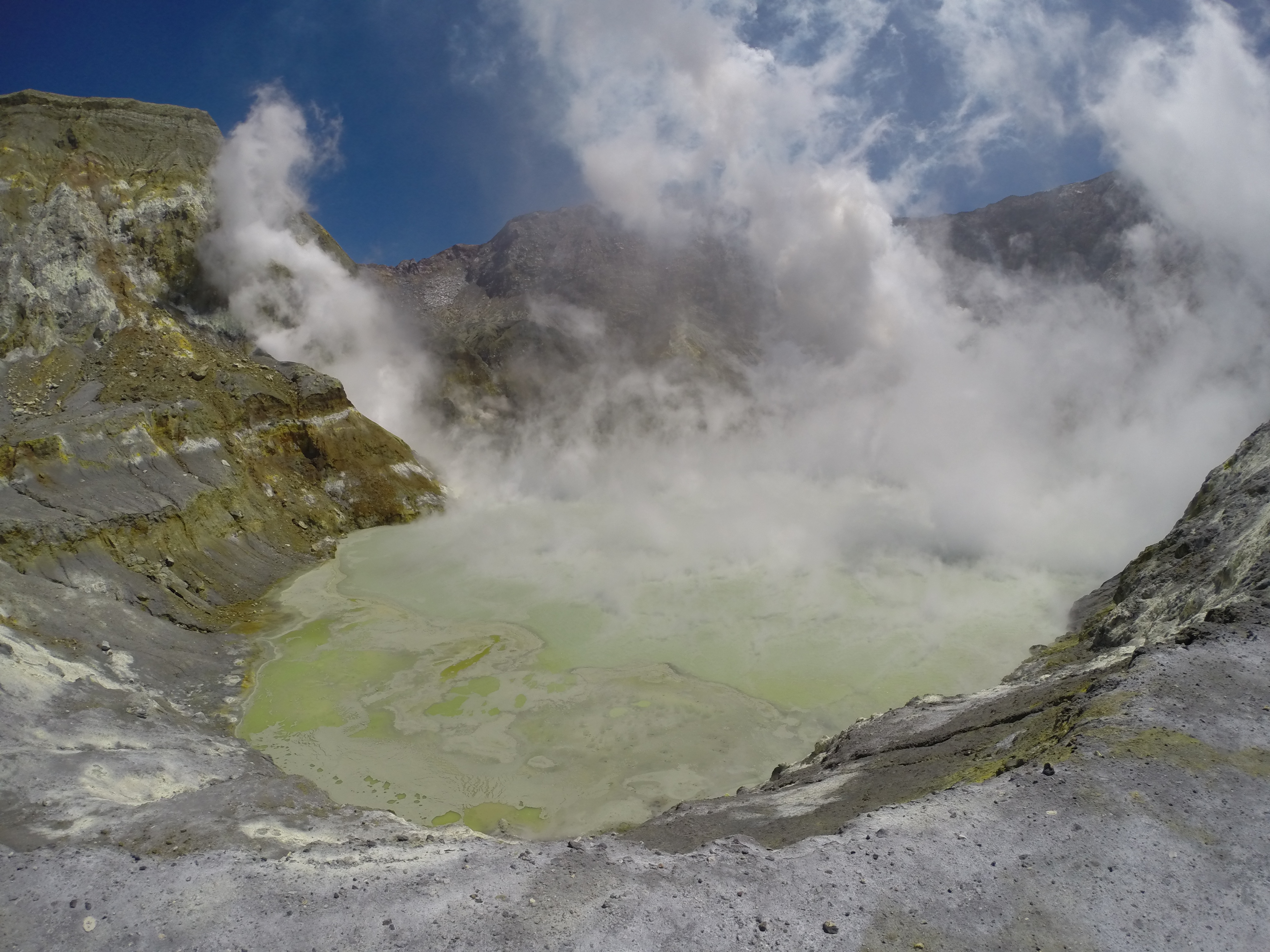
Kráterové jezero sopky Whakaari.

- 1425 – Papež Martin V. založil Katolickou universitu v Lovani.
- 1824 – Vojsko vzbouřených španělských kolonií zvítězilo nad Španěly v bitvě u Ayacucha v dnešním Peru, což znamenalo zánik španělské koloniální moci v Americe.
- 1835 – Nově vzniklá texaská armáda dobyla San Antonio v důležité bitvě o nezávislost na Mexiku.
- 1898 – John Henry Patterson zastřelil prvního z dvojice lidožravých lvů od řeky Tsavo. Druhý následoval o 20 dnů později.
- 1905 – Francouzský parlament schválil zákon o odluce církve od státu.
- 1931 – Španělsko se stalo republikou.
- 1987 – Na palestinských územích začala první intifáda – povstání proti izraelské okupaci.
- 1990 – Lech Wałęsa vyhrál prezidentské volby a stal se prvním demokraticky zvoleným polským prezidentem.
- 2005 – V Londýně ukončila provoz poslední pravidelná linka autobusů Routemaster.
- 2019 – U Nového Zélandu došlo k nečekané sopečné erupci ostrovního vulkánu Whakaari a zabila 22 turistů, kteří se v tu dobu nacházeli u kráterového jezera.

## Narození

### Česko

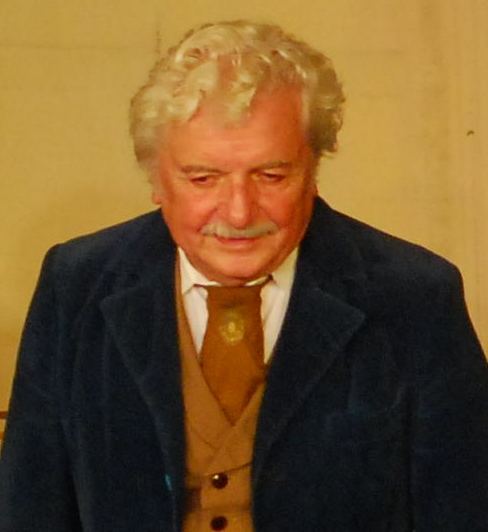
Ladislav Smoljak (1931–2010)

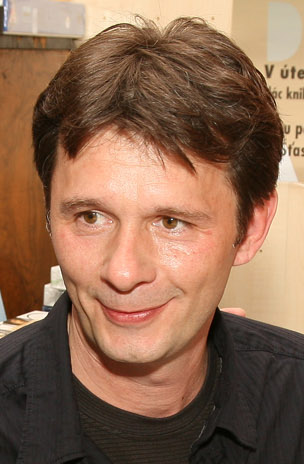
Jan Šťastný (* 1965)

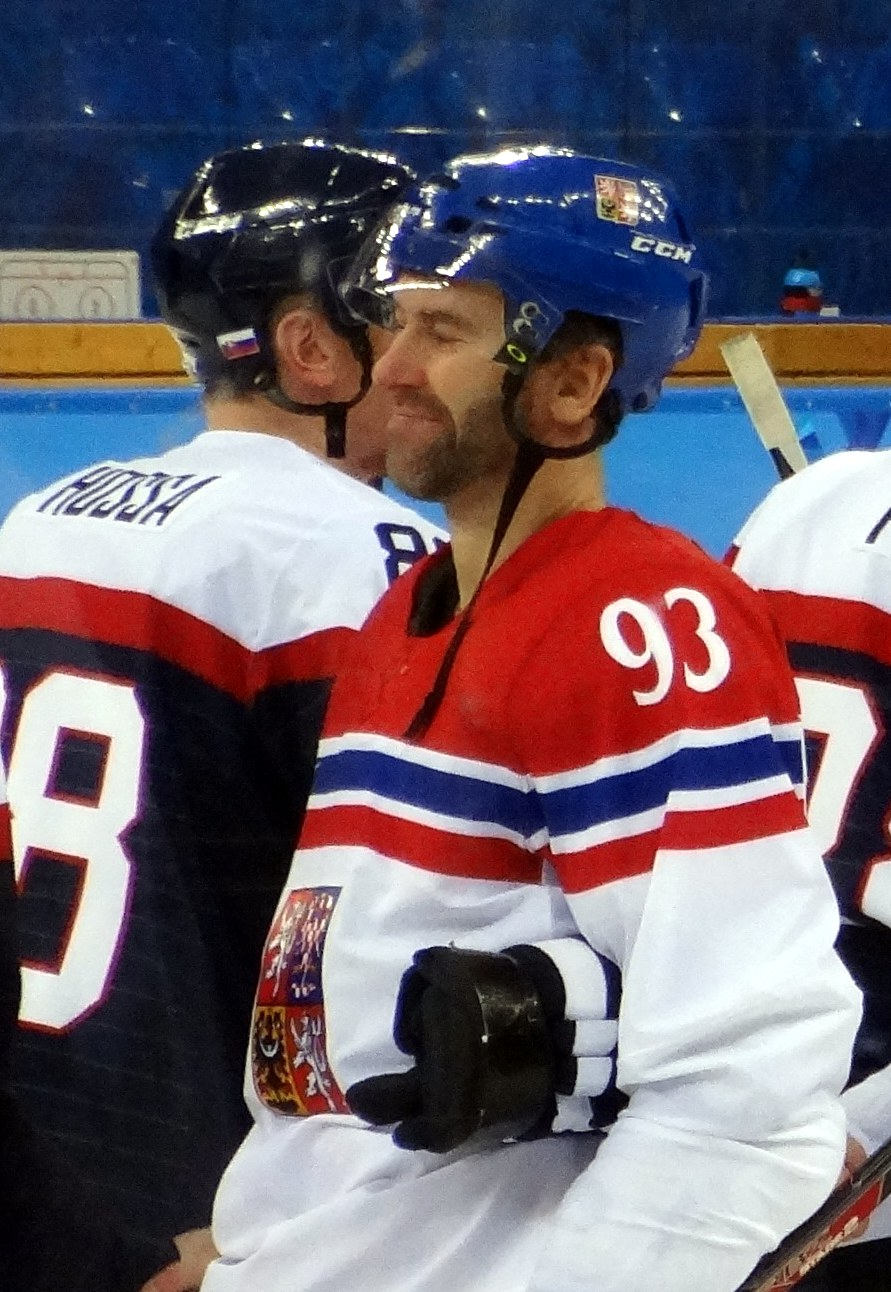
Petr Nedvěd (* 1971)

- 1836 – Adolf Albert Pozděna, klavírista a hudební skladatel († po roce 1900)
- 1848 – František Brábek, překladatel z maďarštiny († 23. května 1926)
- 1853 – Karel Ferdinand Rudl, hudební skladatel († 21. srpna 1917)
- 1854 – Bohuš Pavel Alois Lepař, právník a spisovatel († 2. dubna 1927)
- 1862 – Karel Kovařovic, hudební skladatel († 6. prosince 1920)
- 1864 – Karel Josef Barvitius, hudební skladatel a nakladatel († 23. března 1937)
- 1869 – Methoděj Bella, československý politik († 25. listopadu 1946)
- 1874 – Josef Adam, poslanec Českého zemského sněmu a meziválečný poslanec († 9. dubna 1967)
- 1889 – František Rasch, námořník, revolucionář († 11. února 1918)
- 1896 – Bedřich Stefan, sochař a medailér († 31. března 1982)
- 1897 – Ladislav Sutnar, designer, typograf, avantgardní umělec († 13. prosince 1976)
- 1904 – Jára Kohout, filmový herec a zpěvák († 23. října 1994)
- 1908
  - Lubomír Šlapeta, architekt († 11. dubna 1983)
  - Čestmír Šlapeta, architekt († 1. července 1999)
- 1909 – Matylda Čiháková, účastnice protinacistického odboje († 30. ledna 2007)
- 1922 – Miloslav Čtvrtníček, architekt a politik
- 1925 – Ernest Gellner, filozof, sociolog a antropolog († 1995)
- 1926 – Jan Křesadlo, spisovatel († 13. srpna 1995)
- 1931
  - František Makeš, malíř, restaurátor a chemik
  - Ladislav Smoljak, režisér, scenárista a herec († 6. června 2010)
- 1933 – Zdena Fibichová, sochařka, keramička a malířka († 17. června 1991)
- 1937
  - Miloš Hubáček, spisovatel literatury faktu
  - Dušan Vančura, zpěvák, kontrabasista, textař a překladatel († 16. dubna 2020)
- 1938
  - Pavel Dias, fotograf († 19. dubna 2021)
  - Josef Koudelka, fotograf
  - Otto Urban, historik († 7. května 1996)
- 1943 – Jan Třebický, pedagog a politik
- 1944 – Milan Vácha, akademický sochař
- 1946 – Jan Vodehnal, ministr zemědělství České republiky
- 1947
  - Jana Bellinová, česká a nyní anglická šachistka
  - Jan Bürgermeister, politik
- 1950 – Quido Machulka, básník a spisovatel († 23. června 1996)
- 1952 – Jan Šinágl, antikomunistický aktivista a publicista
- 1954 – Renáta Tomanová, československá profesionální tenistka
- 1956 – Josef Krob, filozof, děkan Filozofické fakulty Masarykovy univerzity
- 1961 – Luděk Mikloško, fotbalový brankář
- 1962 – Aleš Höffer, atlet († 14. listopadu 2008)
- 1964 – Petr Bříza, lední hokejový brankář
- 1965 – Jan Šťastný, herec
- 1971 – Petr Nedvěd, lední hokejista
- 1973 – Renata Chlumská, horolezkyně
- 1977 – Kateřina Nash, bikerka, cyklokrosařka, běžkyně na lyžích
- 1988 – Veronika Vítková, biatlonistka

### Svět

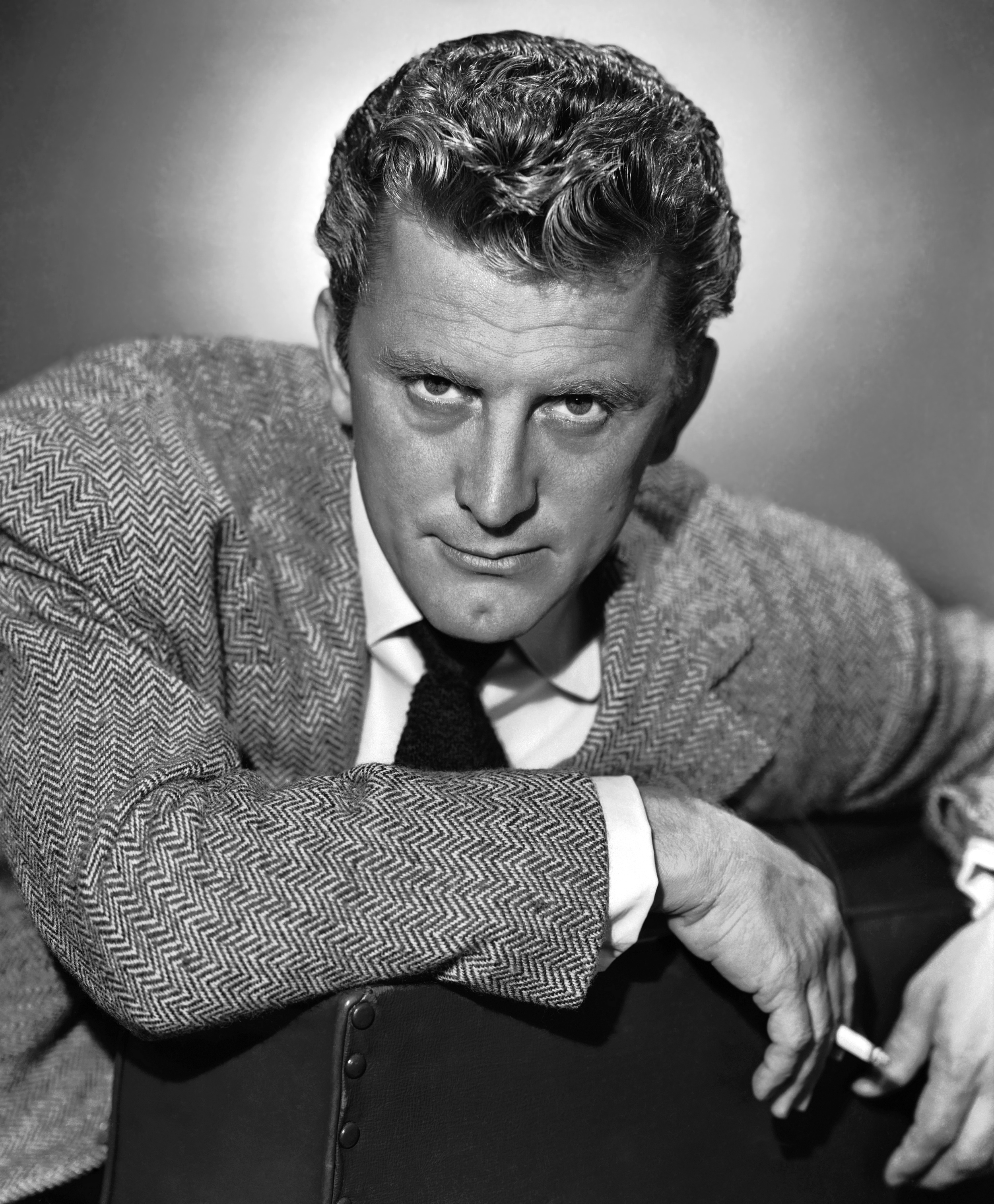
Kirk Douglas (* 1916)

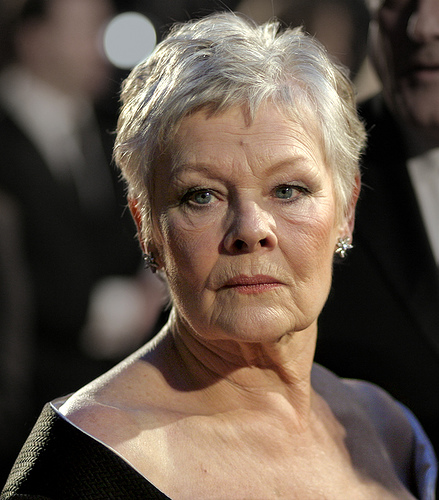
Judi Denchová (* 1934)

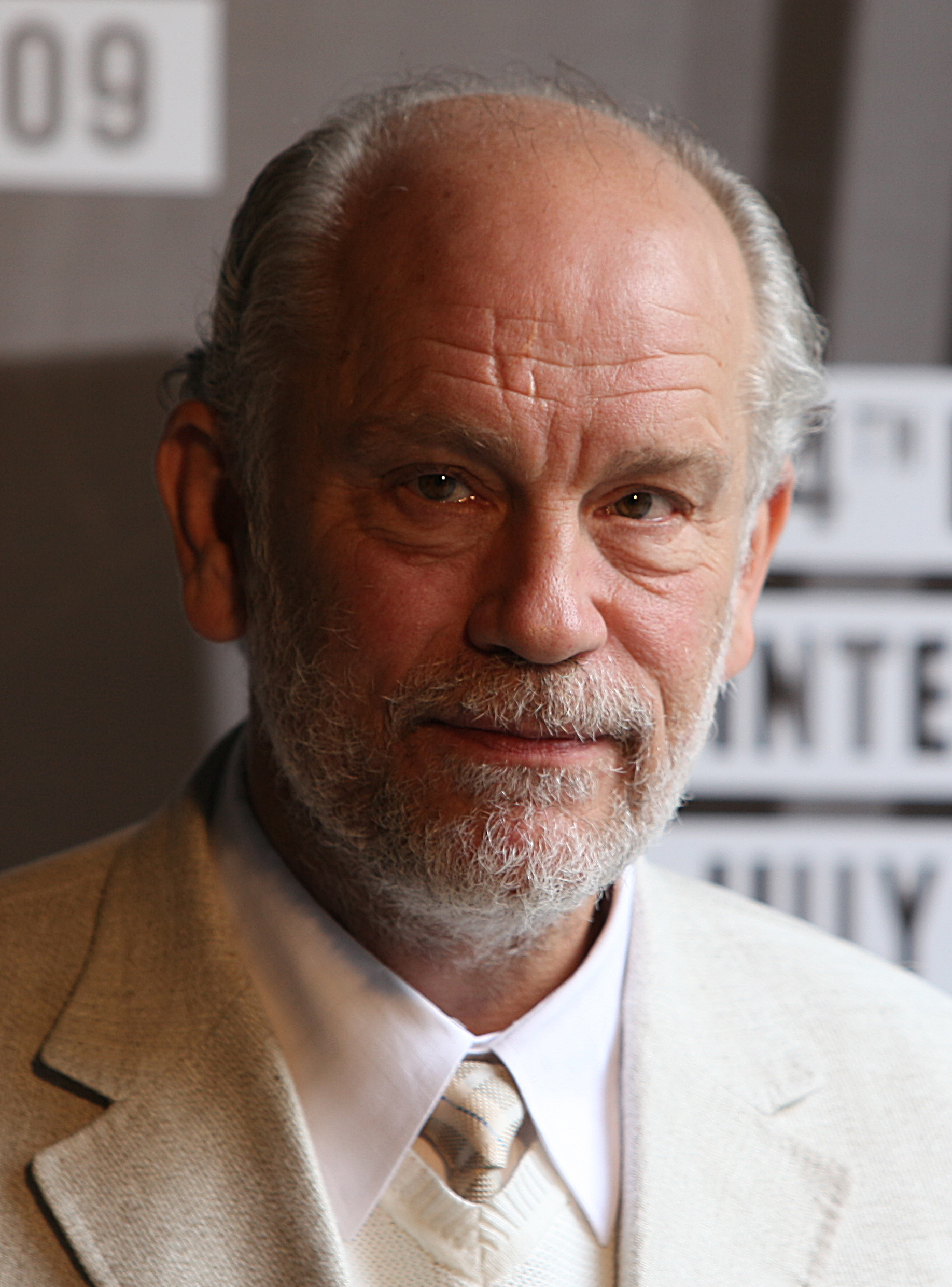
John Malkovich (* 1953)

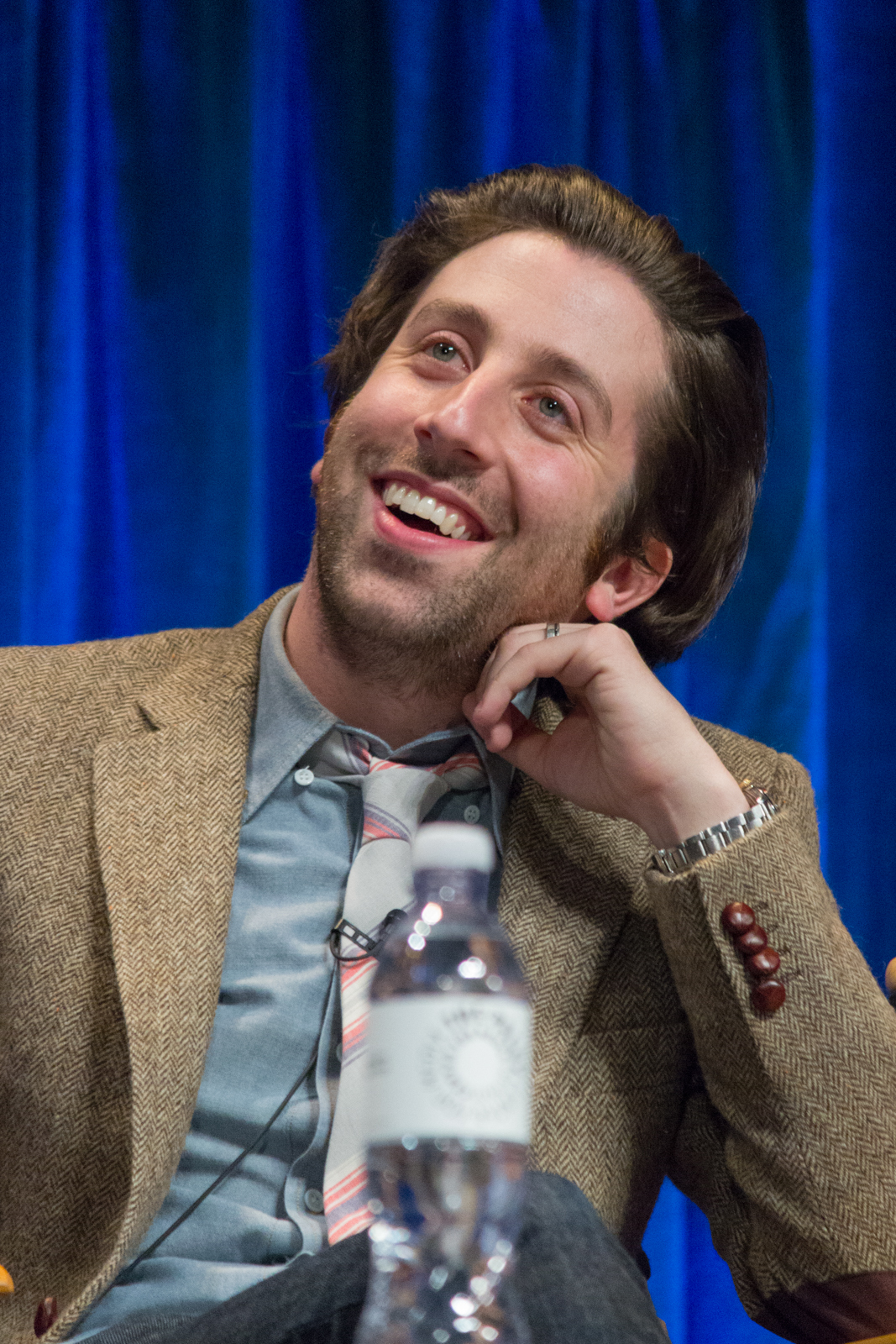
Simon Helberg (* 1980)

- 1372 – Beatrix Portugalská, portugalská královna († 8. března 1410)
- 1531 – Şehzade Cihangir, syn osmanského sultána Sulejmana I. († 27. listopadu 1553)
- 1579 – Martin de Porres, peruánský světec († 1639)
- 1594 – Gustav II. Adolf, švédský král († 16. listopadu 1632)
- 1608 – John Milton, anglický spisovatel († 1674)
- 1623 – Gundakar z Ditrichštejna, rakouský šlechtic († 25. ledna 1690)
- 1672 – Johann Christoph Kridel, rakouský a český varhaník, učitel hudby, skladatel a básník († 2. července 1733)
- 1717 – Johann Joachim Winckelmann, německý estetik († 8. června 1768)
- 1728 – Pietro Alessandro Guglielmi, italský hudební skladatel, dirigent a sbormistr († 19. listopadu 1804)
- 1742 – Carl Wilhelm Scheele, švédsky chemik († 1786)
- 1751 – Marie Luisa Parmská, parmská princezna, provdaná španělská královna († 2. ledna 1819)
- 1758 – Richard Colt Hoare, anglický cestovatel, archeolog, spisovatel a umělec († 19. května 1838)
- 1764 – Charles Lennox, 4. vévoda z Richmondu, britský generál, státník a šlechtic († 28. srpna 1819)
- 1770 – James Hogg, skotský básník a prozaik († 21. listopadu 1835)
- 1831 – Maurice de Hirsch, německo-židovský bankéř, filantrop a mecenáš († 21. dubna 1896)
- 1837 – Émile Waldteufel, francouzský skladatel († 12. února 1915)
- 1842 – Petr Kropotkin, ruský revolucionář, publicista, geograf, geolog a anarchista († 1928)
- 1844 – Münire Sultan, osmanská princezna, dcera sultána Abdülmecida I. († 29. července 1862)
- 1845 – Albert Hauck, německý luteránský teolog a církevní historik († 7. dubna 1918)
- 1848 – Hugo Glanz von Eicha, předlitavský šlechtic a politik († 9. června 1915)
- 1850 – Emma Abbottová, americká sopranistka († 5. ledna 1891)
- 1864 – Willoughby Hamilton, irský tenista († 27. září 1943)
- 1868
  - Ivan Regen, slovinský biolog a entomolog († 27. července 1947)
  - Fritz Haber, německý chemik, nositel Nobelovy ceny za chemii († 1934)
- 1881 – Hudson Joshua Creighton Allison, cestující na lodi Titanic († 15. duben 1912)
- 1883 – Joseph Pilates, německý tvůrce cvičení pilates († 9. října 1967)
- 1883
  - Alexandros Papagos, řecký politik a polní maršál († 4. října 1955)
  - Nikolaj Nikolajevič Luzin, sovětský matematik († 28. února 1950)
- 1889 – Hannes Kolehmainen, finský atlet, čtyřnásobný olympijský vítěz 1912 a 1920 († 11. ledna 1966)
- 1891 – Maksim Bahdanovič, běloruský spisovatel a básník, zakladatel běloruské poezie († 25. května 1917)
- 1895 – Dolores Ibárruri, španělská revolucionářka († 12. listopadu 1989)
- 1896 – Fritz von Scholz, nacistický generál († 28. července 1944)
- 1897 – Franc Leskošek, slovinský partyzán, národní hrdina († 5. července 1983)
- 1900
  - Andrej Sirácky, slovenský sociolog, filozof, politolog († 29. září 1988)
  - Joseph Needham, britský biochemik, historik a sinolog († 24. března 1995)
- 1901 – Ödön von Horváth, rakouský dramatik a spisovatel († 1. června 1938)
- 1905 – Dalton Trumbo, americký scenárista a spisovatel († 10. září 1976)
- 1906 – Grace Hopperová, americká matematička († 1. ledna 1992)
- 1911 – Broderick Crawford, americký herec († 26. dubna 1986)
- 1912 – Zerubavel Gil'ad, izraelský spisovatel († 12. srpna 1988)
- 1914 – Max Manus, norský odbojář († 20. září 1996)
- 1916
  - Kirk Douglas, americký herec a producent († 5. února 2020)
  - Wolfgang Hildesheimer, německý spisovatel, dramatik, grafik a malíř († 21. srpna 1991)
- 1917 – James Rainwater, americký fyzik, nositel Nobelovy ceny za fyziku († 1986)
- 1919 – William Lipscomb, americký chemik, nositel Nobelovy ceny za chemii († 14. dubna 2011)
- 1920
  - Doug Serrurier, jihoafrický automobilový závodník († 3. června 2006)
  - Carlo Azeglio Ciampi, prezident Itálie († 16. září 2016)
- 1923 – Ennio de Concini, italský režisér a scenárista († 17. listopadu 2008)
- 1925 – Ed Elisian, americký automobilový závodník († 30. srpna 1959)
- 1926
  - Lucien Sève, francouzský marxistický psycholog a filosof († 23. března 2020)
  - Henry Way Kendall, americký fyzik, Nobelova cena za fyziku 1990 († 15. února 1999)
- 1928 – Andre Milhoux, belgický automobilový závodník
- 1929
  - Bob Hawke, premiér Austrálie († 16. května 2019)
  - John Cassavetes, americký filmový režisér, herec a scenárista († 3. února 1989)
- 1932 – Donald Byrd, americký jazzový a R&B trumpetista († 4. února 2013)
- 1933
  - Aranka Szentpétery, slovenská herečka maďarské národnosti
  - Milton Campbell, americký olympijský vítěz v desetiboji († 2. listopadu 2012)
- 1934
  - Junior Wells, americký bluesový zpěvák a hráč na harmoniku († 15. ledna 1998)
  - Wayne Weiler, americký automobilový závodník
  - Judi Denchová, britská herečka
  - John McCracken, americký sochař a malíř († 8. dubna 2011)
- 1936 – Ben Pon, nizozemský automobilový závodník
- 1941 – Beau Bridges, americký herec
- 1942 – Billy Bremner, skotský fotbalista († 7. prosince 1997)
- 1943 – Jimmy Owens, americký trumpetista
- 1944 – Neil Innes, britský zpěvák a spisovatel († 29. prosince 2019)
- 1946
  - Dennis Dunaway, americký baskytarista
  - Mervyn Davies, velšský ragbista (†15. března 2012)
- 1949 – Nando Parrado, uruguayský ragbista
- 1950 – Zdravka Jordanovová, bulharská veslařka, olympijská vítězka
- 1952 – Michael Dorn, americký herec
- 1953 – John Malkovich, americký herec
- 1954
  - Jean-Claude Juncker, lucemburský politik, předseda Evropské komise
  - Boris Zala, slovenský politik
- 1956
  - Ulrich Peltzer, německý spisovatel
  - Jean-Pierre Thiollet, francouzský spisovatel
  - Baruch Goldstein, pachatel masakru v Jeskyni patriarchů († 25. února 1994)
- 1957 – Steve Taylor, americký zpěvák, skladatel
- 1958 – Raja Gosnell, americký režisér
- 1959 – Karl Shuker, britský zoolog a spisovatel
- 1962 – Felicity Huffmanová, americká herečka
- 1964
  - Paul Landers, německý kytarista (Rammstein)
  - Peter Blangé, nizozemský volejbalista
- 1970 – Anna Gavalda, francouzská spisovatelka
- 1972 – Frank Wright (Tré Cool), americký hudebník, bubeník skupiny Green Day
- 1973 – Vénuste Niyongabo, burundský atlet
- 1980
  - Simon Helberg, americký herec a komik
  - Ryder Hesjedal, kanadský silniční cyklista
- 1981 – Mardy Fish, americký tenista
- 1987 – Hana Čakarmišová, srbsko-česká sólistka baletu
- 1991
  - Choi Min-ho, jihokorejský zpěvák, rapper, herec, moderátor a model
  - PnB Rock, americký rapper a zpěvák († 12. září 2022)
  - Lotte van Beeková, nizozemská rychlobruslařka
- 1992 – Sarah Hiriniová, novozélandská ragbista
- 1993 – UJ Seuteni, samojský ragbista
- 1996 – Kyle Connor, americký lední hokejista

## Úmrtí

### Česko

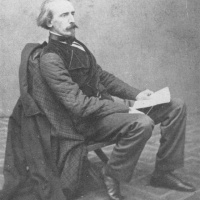
Josef Mánes († 1871)

- 1358 – Bohuslav z Pardubic, probošt litoměřické kapituly sv. Štěpána
- 1437 – Zikmund Lucemburský, uherský, český král a římský císař (* 14. února 1368)
- 1835 – Emanuel Johann Faulhaber, hudební skladatel (* 5. září 1761)
- 1871 – Josef Mánes, malíř (* 12. května 1820)
- 1884 – Franz Jordan, podnikatel a politik německé národnosti (* 10. listopadu 1828)
- 1897 – Josef Svátek, novinář, historik a spisovatel (* 24. února 1835)
- 1904
  - Jaroslav Maixner, sochař a řezbář (* 3. dubna 1870)
  - Josef Uhlíř, učitel a básník (* 2. září 1822)
- 1907 – Max Horb, malíř (* 9. července 1882)
- 1912 – Adolf Patera, historik a filolog (* 27. července 1836)
- 1915 – Viktor Foerster, malíř (* 26. srpna 1867)
- 1919
  - Josef Adamčík, stavitel a geodet (* 16. září 1863)
  - Václav Formánek, politik (* 3. února 1845)
- 1934 – Hugo Boettinger, malíř (* 30. dubna 1880)
- 1944 – František Šamberger, profesor dermatovenerologie na Univerzitě Karlově (* 12. února 1871)
- 1945 – Antonín Vysloužil, katolický kněz, oběť komunistického teroru (* 1890)
- 1964 – Václav Marel, hudební skladatel (* 18. července 1904)
- 1971 – Jan Rejsa, básník, spisovatel a literární publicista (* 16. září 1886)
- 1978 – Bedřich Váška, violoncellista (* 5. března 1879)
- 1985 – Josef Krčil, malíř (* 11. března 1906)
- 1986 – Zdeněk Vogel, zoolog a spisovatel (* 10. listopadu 1913)
- 1988 – Ludmila Polesná, československá vodní slalomářka (* 31. srpna 1934)
- 1992 – Josef Prošek, umělecký fotograf (* 19. října 1923)
- 2001
  - Karel Bříza, kněz, hudební skladatel, varhaník a varhanář (* 14. října 1926)
  - Hynek Maxa, operní pěvec, pěvecký pedagog (* 7. května 1922)
- 2004 – Andrea Absolonová, skokanka do vody, pornoherečka (* 26. prosince 1976)
- 2008 – Jiří Šimon, atletický trenér, vysokoškolský pedagog a spisovatel (* 5. dubna 1936)
- 2010 – Josef Hercz, účastník bojů o Tobruk a bojů u Dunkerque (* 11. srpna 1917)
- 2014 – Rostislav Kubišta, voják a lesník (* 3. května 1923)
- 2023 – Ladislav Županič, herec a dabér (* 9. srpna 1943)

### Svět

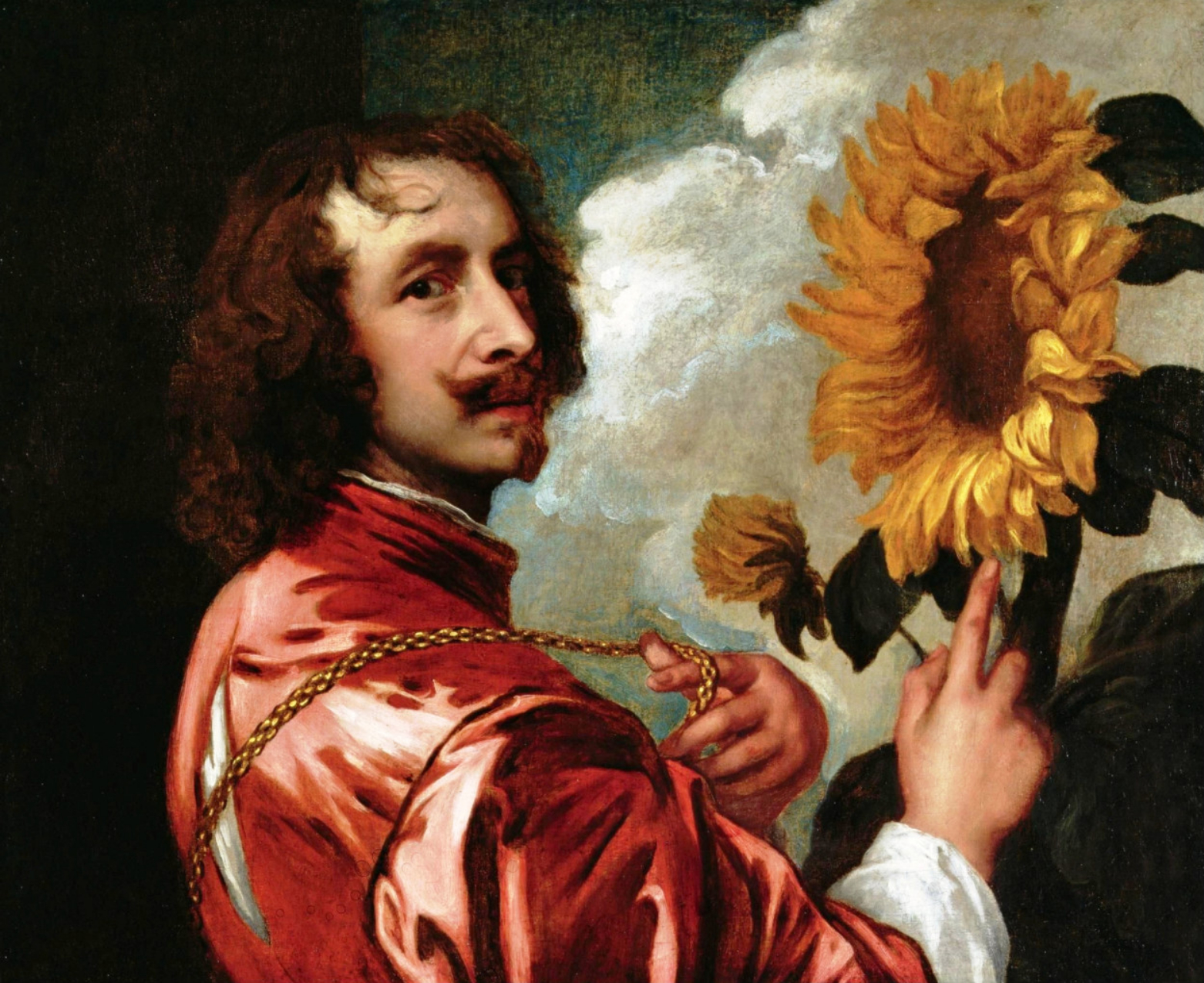
Anthonis van Dyck († 1641)

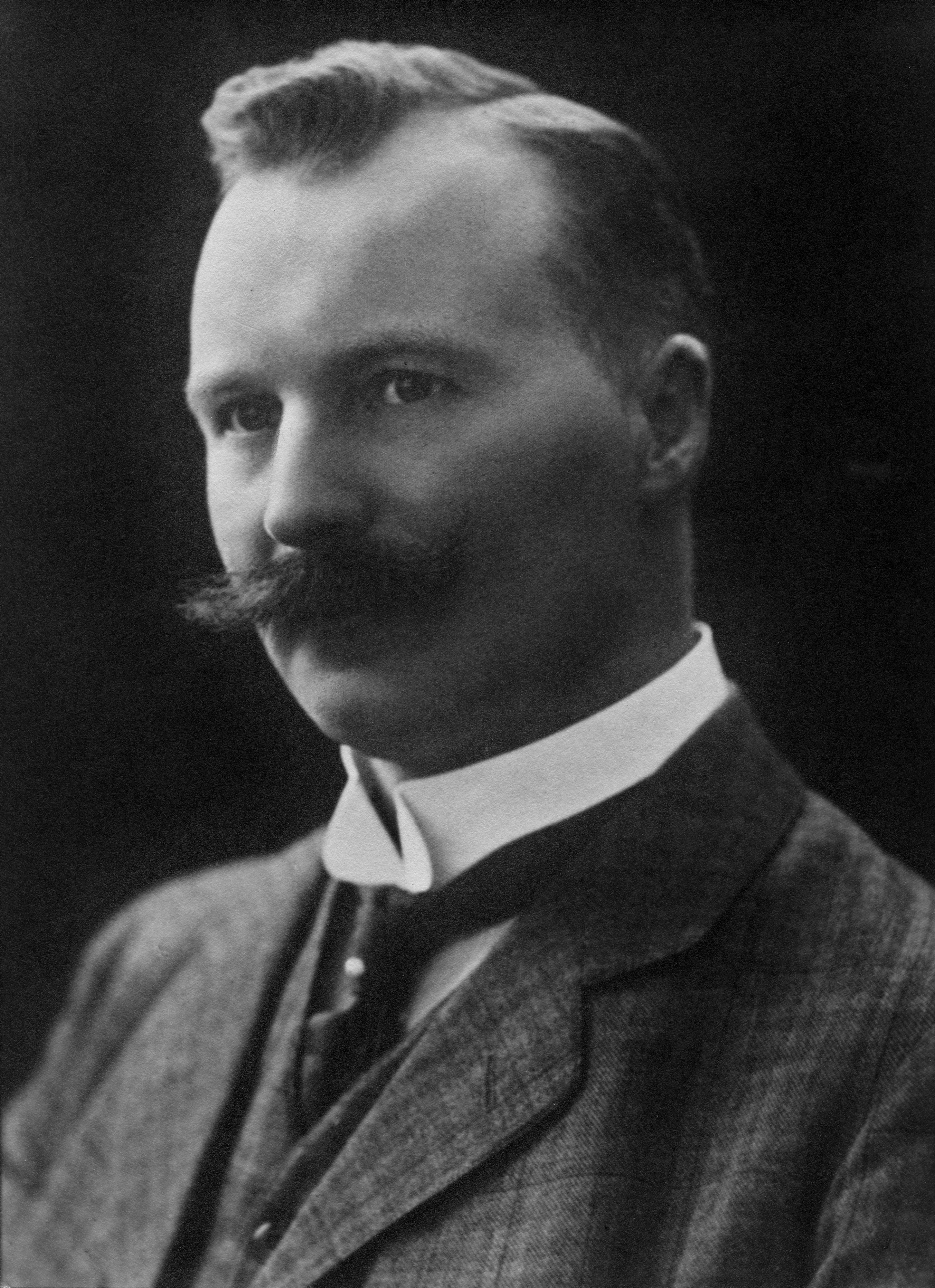
Nils Gustaf Dalén († 1937)

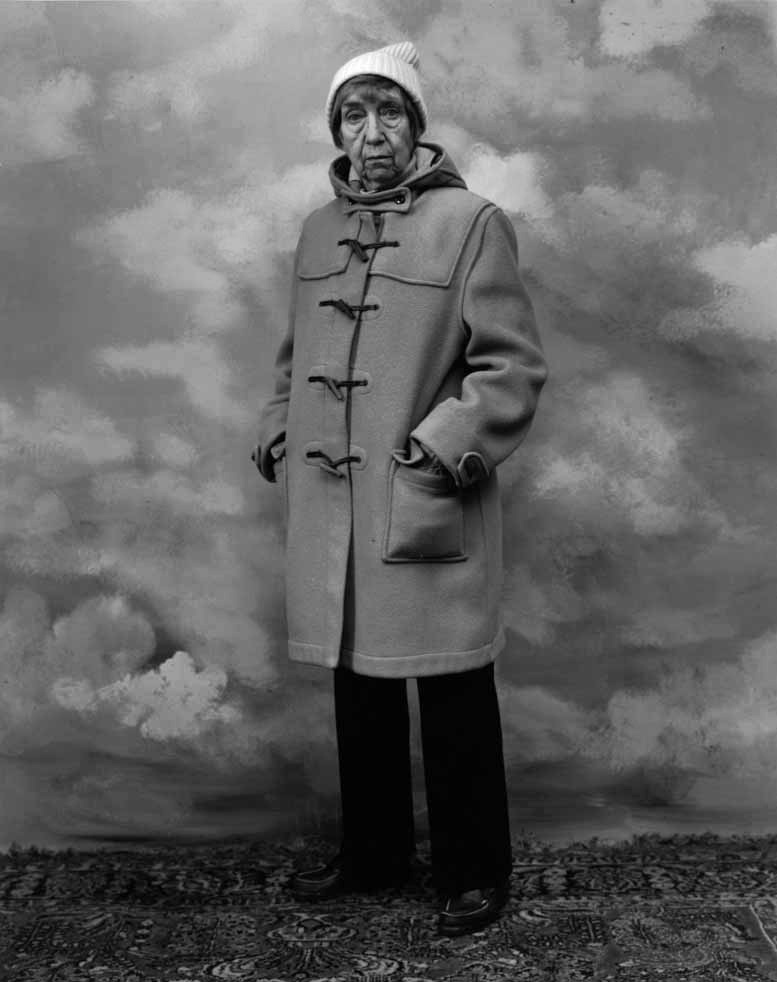
Berenice Abbott († 1991)

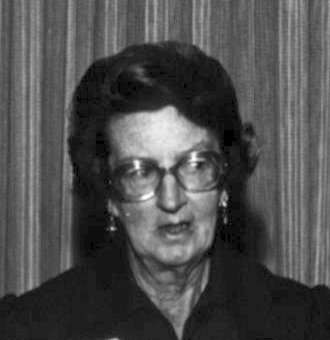
Mary Leakey († 1996)

- 1165 – Malcolm IV., král skotský (* 1141)
- 1268 – Vaišelga, litevský velkokníže
- 1299 – Bohemund I. z Warnesberku, arcibiskup trevírský a kurfiřt Svaté říše římské
- 1377 – Teng Jü, čínský generál (* 17. března 1337)
- 1526 – Liou Ťien, politik čínské říše Ming (* 27. února 1433)
- 1544 – Teofilo Folengo, italský básník (* 8. listopadu 1491 nebo 1496)
- 1565 – Pius IV., papež (* 31. března 1499)
- 1606 – Boşnak Derviş Mehmed Paša, osmanský velkovezír (* okolo roku 1569)
- 1636 – Fabian Birkowski, polský spisovatel (* 1566)
- 1640 – Pierre Fourier, francouzský kněz a světec (* 30. listopadu 1565)
- 1641 – Anthonis van Dyck, vlámský barokní malíř (* 22. března 1599)
- 1679 – Edward Hyde, 1. hrabě z Clarendonu, anglický státník, politik a spisovatel (* 18. února 1609)
- 1669 – Klement IX., papež (* 1600)
- 1706 – Petr II. Portugalský, portugalský král (* 26. dubna 1648)
- 1793 – Gabriela de Polastron, francouzská dvorní dáma, favoritka Marie Antoinetty (* 8. září 1749)
- 1798 – Johann Reinhold Forster, německý pastor a ornitolog (* 22. října 1729)
- 1824 – Anne-Louis Girodet-Trioson, francouzský malíř (* 5. ledna 1767)
- 1867 – Johann Nikolaus von Dreyse, německý puškař (* 20. listopadu 1787)
- 1870 – Johann von Berger, předlitavský politik (* 16. září 1816)
- 1886 – Franz Liebieg mladší, rakouský průmyslník a politik (* 22. září 1827)
- 1889 – Verdicenan Kadınefendi, manželka osmanského sultána Abdulmecida I. (* 25. října 1825)
- 1897 – Robert Manning, irský hydrolog (* 22. října 1816)
- 1901 – Václav Pařík, lékař a národní buditel (* 8. února 1839)
- 1916
  - Théodule-Armand Ribot, francouzský psycholog (* 8. prosince 1839)
  - Sóseki Nacume, japonský spisovatel, básník, literární teoretik (* 9. února 1867)
- 1927 – Franz Rohr von Denta, rakouský polní maršál (* 30. října 1854)
- 1932 – Karl Blossfeldt, německý fotograf a sochař (* 6. června 1865)
- 1934 – Alceste De Ambris, italský politik, odborář a novinář (* 15. září 1874)
- 1937 – Nils Gustaf Dalén, švédský fyzik, nositel Nobelovy ceny (* 30. listopadu 1869)
- 1941
  - Dmitrij Sergejevič Merežkovskij, ruský básník, kritik a spisovatel (* 14. srpna 1865)
  - Eduard von Böhm-Ermolli, rakouský polní maršál (* 12. února 1856)
- 1943 – Georges Dufrénoy, francouzský postimpresionistický malíř (* 20. června 1870)
- 1945 – Yun Chi-ho, korejsky aktivista v hnutí za nezávislost (* 26. prosinec 1864)
- 1947
  - Hanns Ludin, vyslanec Německé říše ve Slovenském státu (* 10. června 1905)
  - Hermann Höfle, německý generál, velitel vojsk potlačujících Slovenské národní povstání (* 12. září 1898)
- 1955 – Alexander Križka, slovenský spisovatel, pedagog, režisér a dramaturg (* 26. března 1903)
- 1963 – Perry Miller, americký historik (* 25. února 1905)
- 1964 – Edith Sitwell, anglická básnířka (* 7. září 1887)
- 1969 – Leonardo Cilaurren, španělský fotbalista (* 5. listopadu 1912)
- 1970 – Artem Mikojan, arménský letecký konstruktér (* 5. srpna 1905)
- 1971 – Ralph Bunche, americký diplomat, nositel Nobelovy ceny míru (* 7. srpna 1904)
- 1979
  - Gerti Deutsch, rakouská fotografka (* 19. prosince 1908)
  - Fulton John Sheen, biskup Rochesteru a první americký televizní náboženský komentátor (* 8. května 1895)
- 1991 – Berenice Abbottová, americká fotografka (* 17. července 1898)
- 1993 – Danny Blanchflower, severoirský fotbalista (* 10. února 1926)
- 1994 – Max Bill, švýcarský architekt, sochař a designér (* 22. prosince 1908)
- 1996
  - Mary Leakey, britská archeoložka (* 6. února 1913)
  - Alain Poher, prezident Francie (* 17. dubna 1909)
- 1998 – Archie Moore, americký boxer (* 13. prosince 1913)
- 2005
  - Mike Botts, americký bubeník (* 8. prosince 1944)
  - Robert Sheckley, americký spisovatel (* 16. července 1928)
- 2008 – Jurij Glazkov, sovětský kosmonaut (* 2. října 1939)
- 2009 – Hasan Tuhamí, místopředseda vlády Egypta (* 26. dubna 1923)
- 2010 – James Moody, americký jazzový saxofonista, flétnista a skladatel (* 26. března 1925)
- 2012 – Ivan Ljavinec, emeritní český řeckokatolický exarcha (* 18. dubna 1923)
- 2013 – Eleanor Parkerová, americká herečka (* 26. června 1922)
- 2014
  - Jorge María Mejía, argentinský kardinál (* 31. ledna 1923)
  - Mary Ann Mobleyová, americká herečka (* 17. února 1939)
- 2015 – Gheorghe Gruia, rumunský házenkář (* 2. října 1940)
- 2019 – Marie Fredrikssonová, švédská zpěvačka, skladatelka a pianistka (* 30. května 1958)

## Svátky

### Česko
- Vratislav, Vratislava
- Spytihněv
- Dalila
- Volfgang

Katolický kalendář
- Svatá Valérie
- sv. Leokadie z Toleda
- sv. Juan Diego Cuauhtlatoatzin
- sv. Pierre Fourier

### Svět
- Tanzanie: Den nezávislosti
- OSN – Mezinárodní den boje proti korupci
- OSN – Mezinárodní den připomínky a důstojnosti obětí zločinů genocidy

| 9. prosinec v pražském KlementinuÚdaje jsou platné k 29. 4. 2025. | 9. prosinec v pražském KlementinuÚdaje jsou platné k 29. 4. 2025. | 9. prosinec v pražském KlementinuÚdaje jsou platné k 29. 4. 2025. |
| minimum                                                           | denní průměr                                                      | maximum                                                           |
| ----------------------------------------------------------------- | ----------------------------------------------------------------- | ----------------------------------------------------------------- |
| −19,9 °C (1879)                                                   | 2,1 °C (od 1961)                                                  | 13,0 °C (1831)                                                    |